# Orbite inclinée
Une orbite inclinée est une orbite qui a une inclinaison non nulle par rapport au plan équatorial de l'astre autour duquel elle est située.